# جون سونودا
جون سونودا (انگلیسی: Jun Sonoda؛ زادهٔ ۲۳ ژانویهٔ ۱۹۸۹) بازیکن فوتبال اهل ژاپن است.
از باشگاه‌هایی که در آن بازی کرده‌است می‌توان به باشگاه فوتبال کونسادول ساپورو و باشگاه فوتبال کاوازاکی فرونتال اشاره کرد.
وی در مسابقات کشوری و بین‌المللی در مجموع برندهٔ ۱ مدال طلا شده‌است.